# Groupe de NGC 128
Le groupe de NGC 128 comprend au moins 11 galaxies situées dans la constellation des Poissons. La distance moyenne entre ce groupe et la Voie lactée est d'environ 57,8 Mpc (∼189 millions d'al). Il existe un pont de matière entre NGC 128 et NGC 127 créé par la forte interaction gravitationnelle entre ces deux galaxies.

## Membres
Le tableau ci-dessous liste les 11 galaxies du groupe dans l'ordre indiquées dans l'article de A.M. Garcia paru en 1993.   
| Nom        | Classification | Type                  | α (J2000.0)   | δ (J2000.0) | Vitesse radiale (km/s) | Magnitude apparente | Distance (Mpc) | Dimension (kal) |
| ---------- | -------------- | --------------------- | ------------- | ----------- | ---------------------- | ------------------- | -------------- | --------------- |
| UGC 275    | SAB(rs)b pec?  | Spirale intermédiaire | 00h 27m 58.6s | 02° 30′ 27″ | 4389 ± 1               | 12,65               | 59,6 ± 4,2     | 90              |
| NGC 128    | S0 pec         | Lenticulaire          | 00h 29m 15.0s | 02° 51′ 51″ | 4241 ± 16              | 11,8                | 57,4 ± 4,0     | 134             |
| UGC 283    | SAB(rs)d       | Spirale intermédiaire | 00h 28m 21.7s | 03° 23′ 23″ | 4081 ± 3               | 12,85 (near-IR)     | 55,0 ± 3,9     | 100             |
| UGC 282    | SAB(s)cd?      | Spirale intermédiaire | 00h 28m 18.5s | 03° 22′ 59″ | 4088 ± 1               | 12,42 (near-IR)     | 55,1 ± 3,9     | 112             |
| UGC 277    | Scd?           | Spirale               | 00h 28m 13.8s | 03° 14′ 01″ | 4363 ± 8               | 14,87               | 59,2 ± 4,2     | 102             |
| UGC 281    | Scd?           | Spirale               | 00h 28m 22.1s | 03° 31′ 38″ | 4289 ± 5               | 15,32               | 58,1 ± 4,1     | 89              |
| MGC 0-2-45 | Sbc?           | Spirale               | 00h 28m 38.2s | 02° 57′ 16″ | 4469 ± 17              | 12,04 (near-IR)     | 60,8 ± 4,3     | 47              |
| MGC 0-2-47 | ?              | ?                     | 00h 28m 48.3s | 03° 25′ 46″ | 4392 ± 13              | 15,0                | 59,6 ± 4,2     | 26              |
| NGC 126    | SB0^0^?        | Lenticulaire          | 00h 29m 08.1s | 02° 48′ 40″ | 4047 ± 25              | 14,2                | 55,5 ± 3,9     | 47              |
| NGC 127    | SA0^0^?        | Lenticulaire          | 00h 29m 12.4s | 02° 52′ 22″ | 4094 ± 15              | 14,8                | 55,2 ± 3,9     | 58              |
| NGC 130    | SA0-?          | Lenticulaire          | 00h 29m 18.5s | 02° 52′ 14″ | 4433 ± 18              | 14,4                | 60,2 ± 4,2     | 45              |

Le site DeepskyLog permet de trouver aisément les constellations des galaxies mentionnées dans ce tableau ou si elles ne s'y trouvent pas, l'outil du site constellation permet de le faire à l'aide des coordonnées de la galaxie. Sauf indication contraire, les données proviennent du site NASA/IPAC.